# Lewes (Delaware)
Lewes é uma cidade localizada no estado americano de Delaware, no condado de Sussex.

## Geografia
De acordo com o United States Census Bureau, a cidade tem uma área de 12,2 km², onde 9,8 km² estão cobertos por terra e 2,4 km² por água.

### Localidades na vizinhança
O diagrama seguinte representa as localidades num raio de 24 km ao redor de Lewes.

## Demografia
Segundo o censo nacional de 2010, a sua população é de 2 747 habitantes e sua densidade populacional é de 279,1 hab/km². Possui 2 638 residências, que resulta em uma densidade de 268 residências/km².